# Vétraz-Monthoux

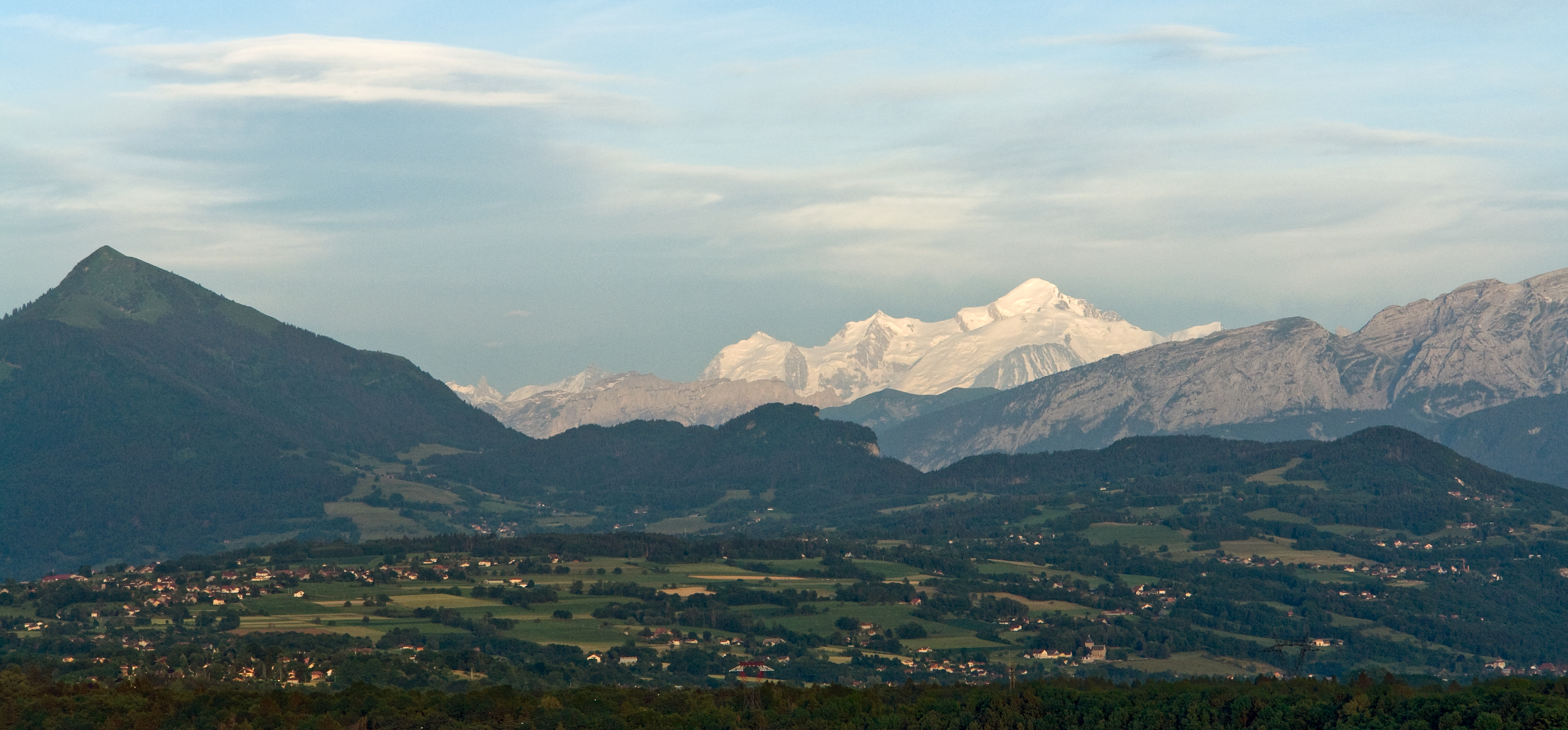
Mont Blanc from Vétraz-Monthoux

Vétraz-Monthoux là một xã trong tỉnh Haute-Savoie thuộc vùng Auvergne-Rhône-Alpes đông nam Pháp.